# Otto-Georg Moosdorf
Otto-Georg Moosdorf (* 19. März 1934 in Bahren bei Grimma) ist ein deutscher Violinist und Dirigent.

## Leben
Otto-Georg Moosdorf wurde 1934 im sächsischen Bahren bei Grimma geboren. Im benachbarten Golzern besuchte er die Volksschule. Ab 1943 war er Schüler an der Oberschule in Grimma, wo er im Alter von neun Jahren seinen ersten Violinunterricht erhielt. 1949 wurde er Schüler an der Stadtkapelle in Naundorf. Dort spielte er Flöte und Saxophon. 1950 wechselte er an die Fachgrundschule für Musik Querfurt in Sachsen-Anhalt. Hier setzte er zunächst den Flötenunterricht fort, bis er ab 1951 Violinunterricht bei Werner Teutscher erhielt. Wenig später ging er auf die Fachgrundschule für Musik Potsdam, wo zu seinen Lehrern u. a. Werner Scholz und Walter Boell gehörten. Von 1954 bis 1959 folgte ein Violinstudium bei Ludwig Schuster an der Staatlichen Hochschule für Musik – Mendelssohn-Akademie in Leipzig.
Nach seinem Studium erhielt er einen „Entwicklungsvertrag“ beim Gewandhausorchester Leipzig, dessen Mitglied er von 1960 bis 1999 war. Bis 2000 war er noch Aushilfe bei den 1. Geigen. Entsprechend spielte er unter den Gewandhauskapellmeistern Franz Konwitschny, Václav Neumann, Kurt Masur und Herbert Blomstedt. Von 1970 bis 1972 gehörte er der Betriebsgewerkschaftsleitung an. 1971 gründete er das Leipziger Kammerorchester, das bis 1981 unter dem Namen Collegium Instrumentalis Lipsiensis firmierte. Bis 1996 war er künstlerischer Leiter des Kammerorchesters.
2006 war er Mitgründer des Kammerorchesters Capella Via Regia, dessen ehrenamtlicher Mentor er bis 2013 war.
Der Cellist und Politiker Matthias Moosdorf (* 1965) ist sein Sohn.